# Hirtodrosophila neomakinoi
Hirtodrosophila neomakinoi är en tvåvingeart som först beskrevs av Gupta och Singh 1981.  Hirtodrosophila neomakinoi ingår i släktet Hirtodrosophila och familjen daggflugor. Inga underarter finns listade i Catalogue of Life.